# North Carolinas flagga
North Carolinas flagga antogs 1885. Flaggan är delvis utformad som Amerikas konfedererade staters första flagga.